# STYLISH WOMAN
『STYLISH WOMAN』（スタイリッシュ ウーマン）は米米CLUBの23枚目のシングル。
1996年3月1日発売。発売元はSony Records。

## 概要
米米CLUBが1996年に唯一発表した、アルバム『H2O』の先行シングル。
本作は1995年9月から11月まで行われた全国ツアー「OPERA BLUE」で初披露された新曲。同ツアーの象徴的な楽曲で、『Phi II』（1994年）収録の「SO COOL」、『PUSHED RICE』（1997年）収録の「FOXY-危険な恋-」と合わせ「SEXY三部作」と呼ばれ「THE LAST SYMPOSIUM」でもメドレー形式で3曲が演奏された。

## ミュージック・ビデオ
ミュージック・ビデオは同年末ファンクラブ会員向イベント「CCC大集会 ～サンタがSORRYにのってやってくる!～」で撮影。この時の衣装は『H2O』のブックレットでメンバーが着用している。

## 記録
商業的な実績としてブレイク後初めてオリコンチャートの20位以内を割り込んだ。

## 収録曲
- 作詞・作曲: 米米CLUB／編曲：有賀啓雄

1. STYLISH WOMAN
2. おつかれCHEER UP!

## 収録アルバム
- H2O (#1)
- HARVEST SINGLES 1992-1997 (#1)